# Pyramica kyidriformis
Pyramica kyidriformis är en myrart som först beskrevs av Brown 1964.  Pyramica kyidriformis ingår i släktet Pyramica och familjen myror. Inga underarter finns listade i Catalogue of Life.